# Drăganu (okręg Vâlcea)
Drăganu – wieś w Rumunii, w okręgu Vâlcea, w gminie Valea Mare. W 2011 roku liczyła 590 mieszkańców.